# Flughafen Tapachula

i8
i11
i13
Der Flughafen Tapachula (spanisch Aeropuerto Internacional de Tapachula, IATA-Code: TAP, ICAO-Code: MMTP) ist ein internationaler Flughafen bei der Großstadt Tapachula im Südosten des Bundesstaats Chiapas nahe der Pazifikküste Mexikos und der Grenze zu Guatemala. Ein Teil des Flughafens wird militärisch genutzt.

## Lage
Der Flughafen Tapachula befindet sich nur etwa 10 km nordöstlich der Pazifikküste bei der Stadt Tapachula und etwa 1000 km (Luftlinie) südwestlich von Mexiko-Stadt in einer Höhe von ca. 29 m.

## Flugverbindungen
Es werden hauptsächlich nationale Flüge nach Mexiko-Stadt und Tijuana abgewickelt; die Millionenstadt Guatemala-Stadt ist derzeit das einzige internationale Ziel.

## Passagierzahlen
Im Jahr 2019 wurden erstmals mehr als 380.000 Passagiere abgefertigt. Danach erfolgte ein deutlicher Rückgang infolge der COVID-19-Pandemie.